# Arturo Araujo

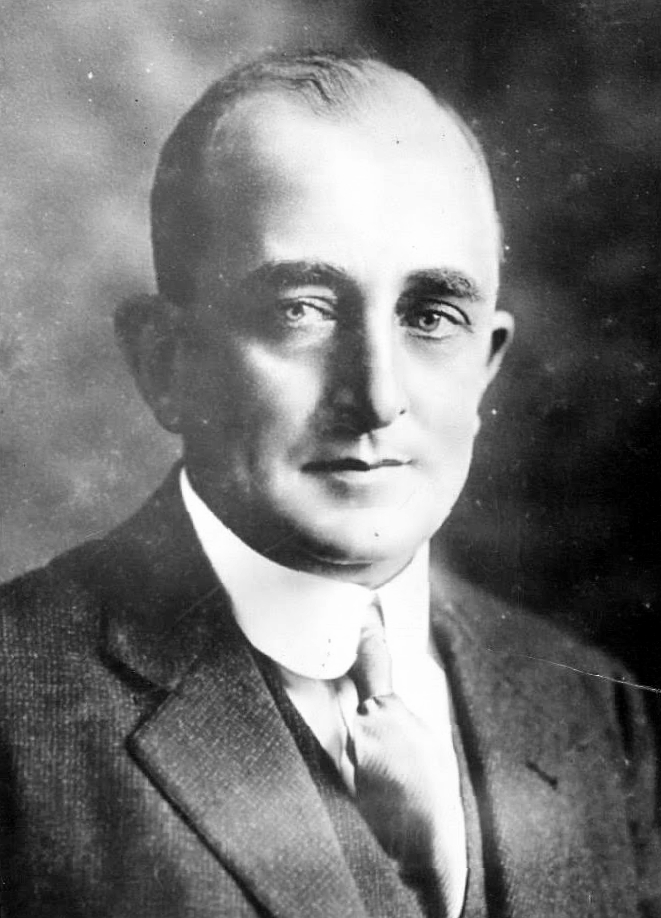
Arturo Araujo

Arturo Araujo (* 1878 in Santa Tecla; † 1. Dezember 1967 in San Salvador) war Präsident von El Salvador. Er trat das Amt am 1. März 1931 an, am 2. Dezember 1931 wurde er durch einen Putsch gestürzt.

## Biografie
Arturo Araujo war ein Sohn von Enriqueta Fajardo de Araujo und Dr. Eugenio Araujo, der Finanzminister im Kabinett von General Tomás Regalado war. Er gehörte zur Latifundistenoligarchie. Seine erste Frau kam aus den USA, mit ihr hatte er eine Tochter. Seine zweite Frau war Rosa Amelia Guzmán de Araujo, mit ihr hatte er einen Sohn. Araujo studierte in Großbritannien Geschichte, wo er Anhänger der Labour Party wurde. 1917 nach dem Erdbeben, in der Regierungszeit von Carlos Meléndez, engagierte er sich beim Wiederaufbau von Armenia im Westen El Salvadors. Zum Präsidentschaftswahlkampf 1930 gründete er die Partido Laborista de El Salvador und konnte auf die Unterstützung des Lehrers und Schriftstellers Alberto Masferrer zählen. Er wurde in einer ausnahmsweise korrekten Wahl zum Präsidenten El Salvadors gewählt. Er nahm sein Amt am 1. März 1931 an. El Salvador litt wirtschaftlich noch an den Folgen der Weltwirtschaftskrise von 1929. Der Kaffeepreis war innerhalb von sechs Monaten um 45 % gefallen, was sich auch in einem Zahlungsbilanzdefizit ausdrückte. Die Kaffeebourgeousie zahlte keine Steuern und Araujos Exekutive konnte weder Gehälter noch Sold zahlen. Die Landarbeiter forderten ihre Löhne und bessere Lebensbedingungen, die ihnen von den sich herrschaftlich gebärdenden Latifundisten häufig vorenthalten wurden, mit Streiks, worauf häufig die Guardia Nacional auf die Haciendas bestellt wurde.
Dort bekamen die Guardias, die selbst auf ihren Sold warteten, von den Landeigentümern etwas zu essen und reichlich zu trinken, wofür sich die Guardias teilweise mit Mord an den protestierenden Landarbeitern bedankten. Es wurde der Ausnahmezustand verhängt. Die Politik der nicht ausgezahlten Löhne und der ausbleibende Sold machten Araujo bei den Staatsbediensteten und den Fuerzas Armadas de El Salvador unbeliebt. Die Repression durch Guardia und Regierungstruppen unter dem Kommando von Verteidigungsminister Maximiliano Hernández Martínez untergruben seinen Rückhalt bei den Landarbeitern. Die gegen jegliche linke Politik eingestellte Kaffeebourgeousie unterstützte Hernández Martínez beim Putsch gegen Araujo Anfang Dezember 1931.
Als Araujo nach Guatemala entflohen war, erschien der Putschist Maximiliano Hernández Martínez und behauptete, seine faschistische Partei, die Partido Pro-Patria (PPP), habe ihn bei den Wahlen zum stellvertretenden Präsidenten gemacht, der gemäß Verfassung bei Abwesenheit des Präsidenten dessen Geschäfte zu übernehmen habe.
| Vorgänger         | Amt                            | Nachfolger                     |
| ----------------- | ------------------------------ | ------------------------------ |
| Pío Romero Bosque | Präsident von El Salvador 1931 | Maximiliano Hernández Martínez |

| Personendaten    | Personendaten                      |
| ---------------- | ---------------------------------- |
| NAME             | Araujo, Arturo                     |
| KURZBESCHREIBUNG | salvadorianischer Präsident (1931) |
| GEBURTSDATUM     | 1878                               |
| GEBURTSORT       | Santa Tecla                        |
| STERBEDATUM      | 1. Dezember 1967                   |
| STERBEORT        | San Salvador                       |